# Lavina nera

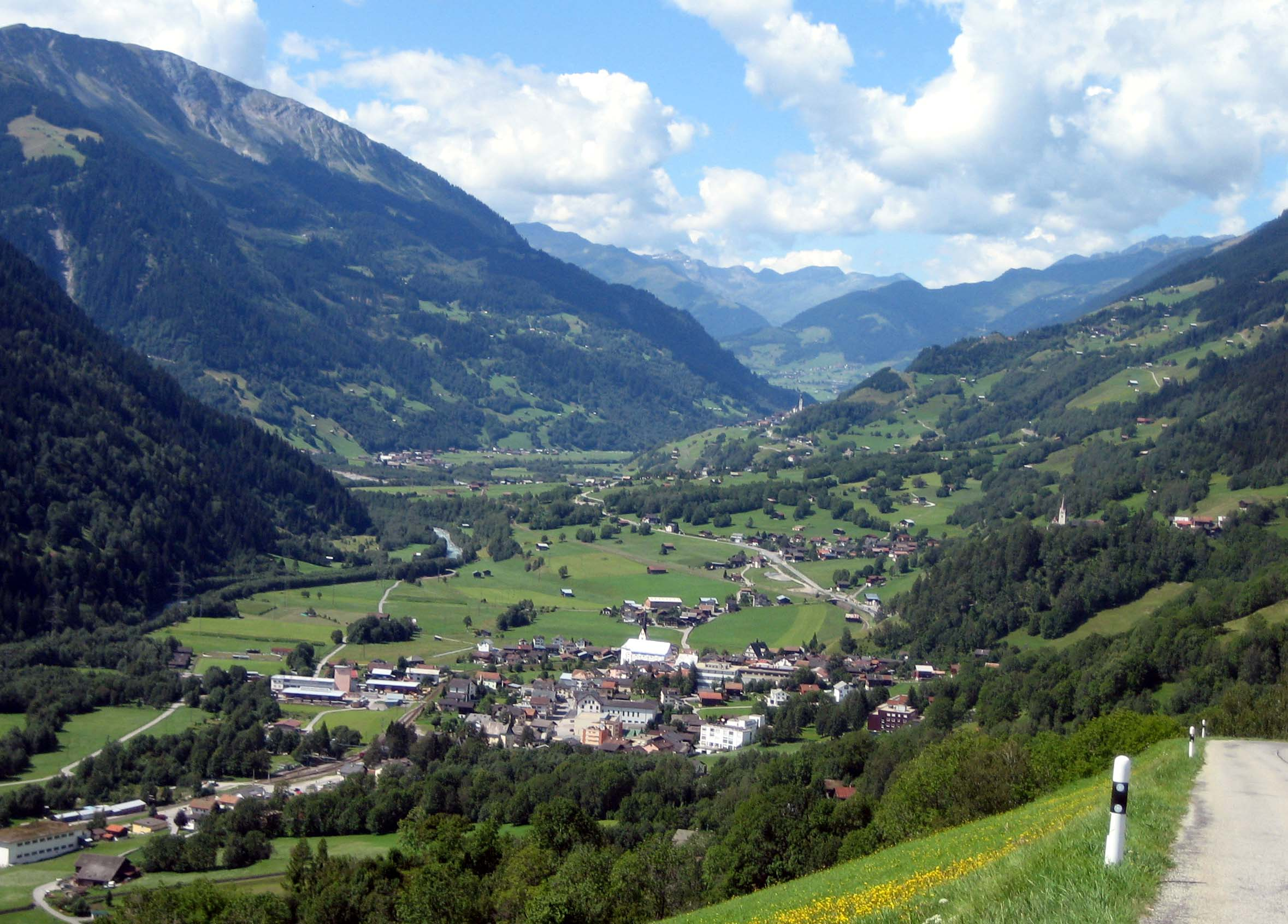
Trun, ehemals ein Zentrum der Lavina nera

Lavina nera oder lavina naira (rätoromanisch für schwarze Lawine) ist ein Begriff aus der politischen Geschichte des Schweizer Kantons Graubünden. Vermutlich wurde er in Chur geprägt, das das Ziel der «Lawine» war.

## Bedeutung
Er bezeichnet die für über ein Jahrhundert lang dauernde konservative Vormachtstellung der überwiegend katholischen Surselva bei Wahlen in den Grossen Rat und den Regierungsrat. Dabei unterstützten die katholischen Dörfer des Oberlandes regelmässig mit Mehrheiten von über 90 Prozent die Kandidaten der Christlichdemokratischen Volkspartei. Obwohl letztere in weiten Gebieten des Kantons nicht oder kaum präsent war, reichte die Unterstützung der Surselva zumeist für zwei Mitglieder in der siebenköpfigen Kantonsregierung. In den 1950er und 1960er Jahren stellte die Konservativ-Christlichsoziale Partei weit über 40 Prozent der zu Wählenden. Parteitreue und -disziplin sowie ein geschlossener Besuch der Sonntagsmesse führten zu einer hohen Wahlbeteiligung von über 90 Prozent. Da in der Regierung und im Parlament in Chur die konfessionelle Mehrheit der Surselva in der Minderheit war, war diese konservative Machtdemonstration die einzige Möglichkeit, sich durch ihre politischen Vertreter den regionalen Anliegen in Chur und Bern Gehör zu verschaffen.
Als Plattform für die Partei diente die 1857 in Disentis gegründete Gasetta Romontscha, in der konservative Redaktoren und Vertreter des Klerus mit Ratschlägen und Empfehlungen zu Wort kamen; die Namen der zu Wählenden wurden prominent auf der Frontseite platziert. Jedes Abweichen von der Parteilinie galt als schädlich und verräterisch.

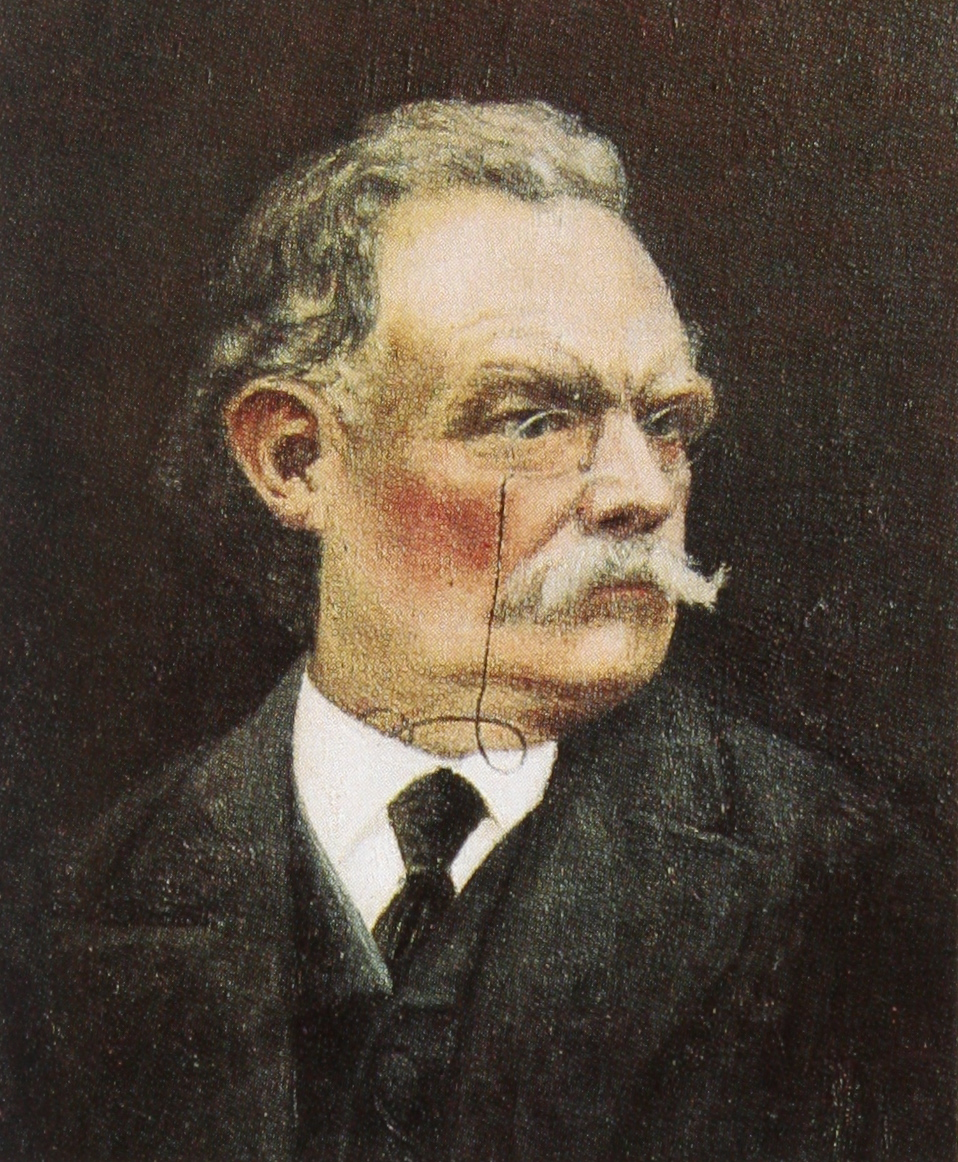
Caspar Decurtins,
der «Löwe von Trun»

Die konservative Ära begann 1877 an der Landsgemeinde von Disentis. Da weder der bisherige konservative Kandidat noch der neue liberale Anwärter ein Stimmenmehr auf sich vereinigen konnten, stellte sich der 22-jährige Hochschulstudent Caspar Decurtins (1855–1916) zur Wahl und wurde gewählt. Er gilt als Begründer der katholischen-konservativen Dominanz in der Cadi, die gleichzeitig das Ende des katholischen Liberalismus bedeutete. Der Abschluss der Restauration des gefährdeten Klosters Disentis und die darauf folgende Gründung einer Klosterschule festigten die konservative Machtstellung.
Ein Höhepunkt der Bewegung war der partielle Sieg im Bündner Lehrmittelstreit Ende des 19. Jahrhunderts.

## Niedergang
Der Niedergang der mit diesem Begriff verbundenen Bewegung begann nach dem Zweiten Vatikanischen Konzil (1962–65). Das konservative Vormachtsdenken wurde zunehmend vom Individualismus in Staat, Kirche und Gesellschaft abgelöst. Diese Tendenz wurde durch die wirtschaftliche Erstarkung der Surselva verstärkt; die politische Konkurrenz wuchs. Abnehmende Bindung an die Kirche und Abwanderung führten dazu, dass der Anteil der CVP am kantonalen Elektorat im Verlauf der 1970er und 1980er Jahre schrittweise abnahm. 1991 verlor die CVP Graubünden einen Sitz an die SP und 1998 die Surselva ihren traditionellen Sitz in der Kantonsregierung an die gleiche Partei.